# Myrmecozela lutosella
Myrmecozela lutosella is een vlinder uit de familie echte motten (Tineidae). De wetenschappelijke naam is voor het eerst geldig gepubliceerd in 1844 door Eversmann.
De soort komt voor in Europa.